# Proelecció

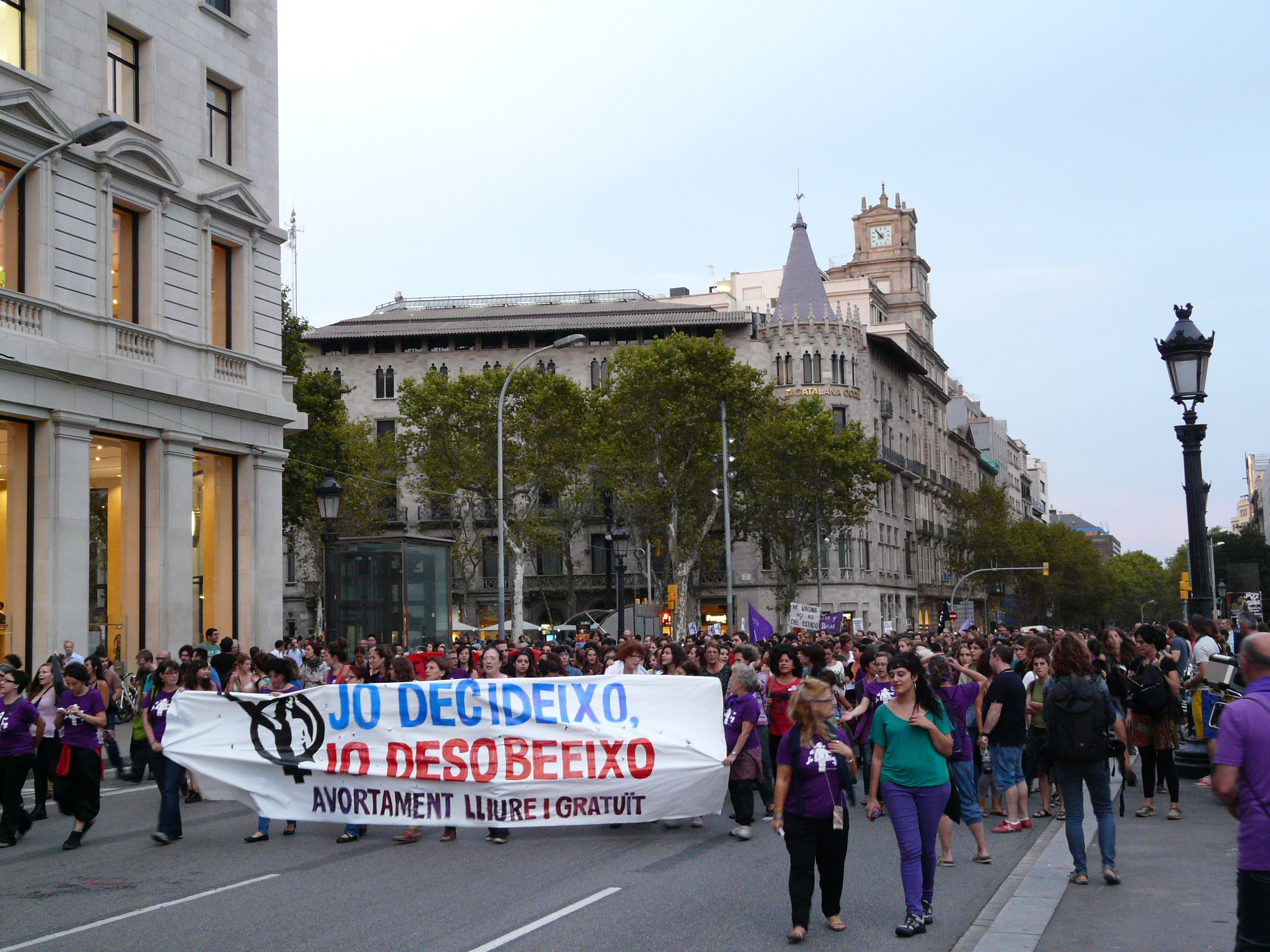
Manifestació proelecció davant la Casa Pascual i Pons (Barcelona) el setembre del 2013.

Proelecció o prodret a decidir (de l'anglès pro-choice) és la posició política i ètica que defensa que la dona ha de tenir control i sobirania sobre la seva pròpia fertilitat i embaràs, incloent-hi els drets reproductius, que al seu torn inclouen el dret a l'educació sexual, el dret a l'avortament (realitzat per professionals i en el marc legal), als anticonceptius, als tractaments de fertilitat i la protecció legal contra els avortaments forçats. Les persones i organitzacions partidàries d'aquesta posició la resumeixen com la defensa de la sobirania sobre el cos i el dret a la vida de la dona. Qui la comparteixen consideren la interrupció de l'embaràs com a últim recurs, i se centren en les situacions en les quals la consideren necessària. Entre elles es troben l'embaràs a conseqüència d'una violació, el risc per a la salut o la vida d'una dona, els mètodes anticonceptius ineficaços o la incapacitat per criar un fill.
Es troba en oposició al moviment provida (en anglès, pro-life), en el qual es defensa el dret a la vida de l'embrió sense tenir en compte cap de les circumstàncies.